# 平和通り (北九州市)

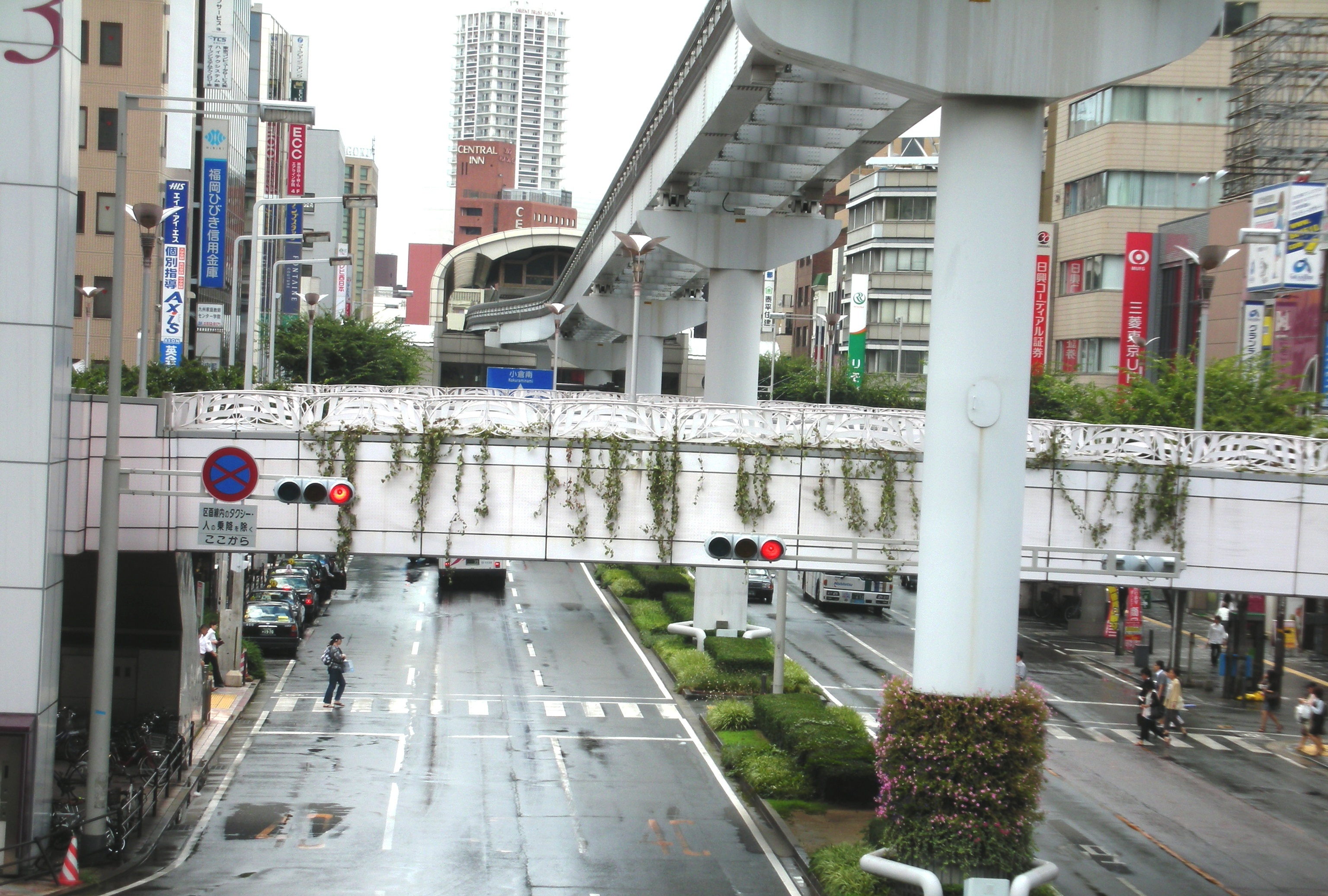
平和通り、セントシティ前歩道橋から平和通駅方面

平和通り（へいわどおり）は、北九州市都心部を南北に走る道路で、小倉駅小倉城口（南口）と国道10号を繋いでいる道路の一部を指す名称である。

## 概要
平和通りは福岡県北九州市小倉北区の小倉駅小倉城口（南口）から、勝山通りおよび小文字通りとの交差点を経て、みかげ通りとの合流交差点に至る。なお、小倉駅小倉城口（南口）から勝山通りとの交差点（小倉駅前交差点）までの区間は福岡県道36号小倉停車場線である。
上空には北九州モノレール小倉線が通っており、平和通駅および旦過駅が存在する。
平和通駅南側にはかつて歩道橋（平和歩道橋）があったが、老朽化とバリアフリー対応のため2011年に撤去された。

## 沿道の施設など

### 東側
- セントシティ（旧コレット）
  - 野村證券北九州支店
- 北九州銀行本店営業部
  - ワイエム証券北九州支店 北九州銀行本店プラザ
- 福岡ひびき信用金庫小倉支店
- 北九州市立商工貿易会館

### 西側
- ナフコ本社
- アメリカンファミリー生命保険北九州支社
- SMBC日興証券北九州支店
- 三井住友銀行北九州支店
- 三菱UFJ銀行北九州支店
- 西日本シティ銀行北九州営業部
- 佐賀銀行小倉支店
- 十八親和銀行小倉支店
- 三菱UFJモルガン・スタンレー証券北九州支店

## バス停留所
モノレール平和通駅の直下には、西鉄バスの同名停留所が並んでいる。ここを拠点にバスが5方向に振り分けられるため、小倉都心部でも重要な停留所のひとつである。
1. 南行：高速バス乗り場
2. 南行：市役所・戸畑・国道10号方面乗り場
3. 南行：北方・曽根・弥生が丘・徳力・中谷方面乗り場
4. 南行：三萩野・黒原・国道3号・熊谷・山田緑地・愛の家車庫方面乗り場
5. 北行：霧丘（砂津経由）・湯川（砂津経由）・門司方面乗り場
6. 北行：小倉駅・砂津・青葉車庫方面乗り場

## 接続する道路
- 国道199号